# BMW R11
De BMW R 11 is een motorfiets van het merk BMW.
In 1929 kwam BMW met de opvolgers van de R 62 en R 63. Dit waren de 750cc modellen die nog samen met twee 500cc modellen (R 52 en R 57) waren uitgebracht. In 1929 verdwenen de 500's echter en werden ook (tijdelijk) de buisframes losgelaten. Motorisch waren er geen wijzigingen aangebracht.
Nog steeds paste men hier twee principes op toe:
- Er werden steeds kleine series van één toermodel met zijklepmotor en één sportmodel met kopklepmotor uitgebracht
- Er werd gewerkt volgens het "Baukastensystem", waardoor zo veel mogelijk onderdelen uitwisselbaar waren.

De R 11 was de toermotor van deze serie, de R 16 was de sportmotor. Beide machines waren voorzien van een geklonken plaatframe, dat desondanks tamelijk slank was vormgegeven. Ook de voorvork was nu van gevouwen plaatstaal, maar het was nog steeds een schommelvoorvork met bladvering. De tank was wat ronder van vorm en aan de zijkant zaten kniekussentjes. In het voorwiel zat een trommelrem, de achterrem was een transmissierem: een uitwendige rem op een trommel die op de aandrijfas zat.

## Technische Gegevens
| Periode            | 1929-1934                                                        | 1929-1934                                                        | 1929-1934                                                        |
| Categorie          | toermotor                                                        | toermotor                                                        | toermotor                                                        |
| Motortype          | zijklepmotor                                                     | zijklepmotor                                                     | zijklepmotor                                                     |
| Bouwwijze          | langsgeplaatste tweecilinderboxermotor                           | langsgeplaatste tweecilinderboxermotor                           | langsgeplaatste tweecilinderboxermotor                           |
| boring             | 78 mm                                                            | 78 mm                                                            | 78 mm                                                            |
| slag               | 78 mm                                                            | 78 mm                                                            | 78 mm                                                            |
| Cilinderinhoud     | 745 cc                                                           | 745 cc                                                           | 745 cc                                                           |
| Max. Vermogen      | 13 kW/18 pk                                                      |                                                                  |                                                                  |
| Topsnelheid        | 100 km/h (met een aangepaste "Schleicher" nokkenas 120–125 km/h) | 100 km/h (met een aangepaste "Schleicher" nokkenas 120–125 km/h) | 100 km/h (met een aangepaste "Schleicher" nokkenas 120–125 km/h) |
| Aandrijving        | as                                                               | as                                                               | as                                                               |
| Rijwielgedeelte    | dubbel wiegframe, plaatframe                                     | dubbel wiegframe, plaatframe                                     | dubbel wiegframe, plaatframe                                     |
| Drooggewicht       | 162 kg                                                           | 162 kg                                                           | 162 kg                                                           |
| Max. totaalgewicht | 372 kg                                                           | 372 kg                                                           | 372 kg                                                           |
| Tankinhoud         | 14 ltr                                                           | 14 ltr                                                           | 14 ltr                                                           |
| Voorganger         | R 62                                                             | R 62                                                             | R 62                                                             |
| Opvolger           | R 12                                                             | R 12                                                             | R 12                                                             |